# Les Essarts, Eure
Les Essarts är en kommun i departementet Eure i regionen Normandie i norra Frankrike. Kommunen ligger i kantonen Damville som tillhör arrondissementet Évreux. År 2018 hade Les Essarts 438 invånare.

## Befolkningsutveckling
Antalet invånare i kommunen Les Essarts
Referens:INSEE